# Idősebb Jakab apostol
Idősebb Jakab apostol vagy Idősebb Szent Jakab (latinul: Iacobus Maior), (1. század eleje, Betsaida – 42 vagy 44, Jeruzsálem) Zebedeus és Szalome fia, János evangélista testvére, Jézus egyik apostola. Idősebbnek nevezik, hogy megkülönböztessék Jézus másik tanítványától, Alfeus fiától, Ifjabb Jakab apostoltól. Az Újszövetség szerint Jeruzsálemben végezték ki mintegy 10-15 évvel Jézus mennybemenetele után. A középkorban elterjedt nézetnek, mely szerint Jakab Hispániában térített volna, úgy tűnik, nincs történelmi alapja. Sírját a 9. század óta Santiago de Compostelában tisztelik. „Santiago Matamoros” (Mórölő Szent Jakab) Spanyolország fő védőszentje, szokásos ünnepét július 25-én tartják. Legendája: Mórölő Szent Jakab fehér lován 844-ben a clavijói csatában jelent meg és a keresztényeket a mórok feletti nagy diadalhoz segítette.

## Személye a Bibliában
Szent János leírása szerint Jakab egyike volt Jézus első tanítványainak. Testvérével együtt Keresztelő Szent János tanítványai voltak, ő vezette el őket Jézushoz (Jn 1:29–39). A szinoptikus evangéliumok leírása szerint Jakab Jánossal együtt apjukkal a tengerparton ültek, mikor Jézus elhívta őket. Márk evangéliuma Boanerges-nek, a mennydörgés fiainak hívja a testvérpárt (Mk 3:17). Jakab jelen volt a színeváltozáskor, Jairus leányának feltámasztásakor, és a Getszemáni-kertben is.
Jézus mennybemenetele (30 körül) után a jeruzsálemi gyülekezetben működött. Az apostolok cselekedetei alapján tudjuk, hogy I. Heródes Agrippa zsidó király ölette meg 41/42-ben, vagy 44-ben. Az egyházi hagyomány vértanúnak tekinti, azonban az Újszövetség nem említi, hogy Heródes Jakabot a hitéért végeztette ki:
Abban az időben pedig Heródes király elkezde kegyetlenkedni némelyekkel, a gyülekezetből valók közül. Megöleté pedig Jakabot, Jánosnak testvérét, fegyverrel.

## Biblián kívüli hagyomány
Az Újszövetség nem részletezi Jakab halálát, de a régi keresztény hagyomány szerint az apostolt őrző katona – látva Jakab hitét és állhatatosságát – megkérte, hogy bocsásson meg neki. Jakab erre így felelt: „Béke legyen veled”, és megcsókolta. Miután Jakabot lefejezték, a kísérő katona is kereszténynek vallotta magát – ezért, mint lázadót, őt is kivégezték.
Az örmény keresztény hagyomány Jakab halálának helyét Jeruzsálem későbbi örmény negyedében, a Szent Jakab székesegyház egyik kápolnájának helyén jelöli meg.

## Tisztelete
Némely hagyomány szerint Jakab apostolt halála után Heródes Agrippa király rendelete miatt eltemetni nem lehetett, ezért tanítványai a holttestet ellopták, márvány szarkofágba tették, és egy hajóra rejtették. A hajót azonban elfelejtették a parthoz kikötni, ezért azt a víz elvitte egész Hispániáig (a mai Spanyolországig), és az akkori Iria Flaviában ért partot. Itt eltemették.
Az újabb kutatások nem tudják pontosan megjelölni az ereklyék hispániai átvitelének időpontját. Az bizonyos, hogy a 9. századtól a hagyomány egyöntetűen vallja: Jakab sírja Hispániában van. A legenda szerint ugyanis a sírja a középkor első századaiban feledésbe merült, mígnem a 9. században egy csillag jelezte annak helyét. Mivel Szent Jakabot spanyolul Sant Iago-nak hívják, e legenda a város nevének eredetére is választ ad: Campus stellae, azaz Csillag mezeje. Együtt pedig Santiago de Compostela.  A megtalált sírt körülbelül 800 óta egyre növekvő tisztelet vette körül. Először egy kis kápolna épült föléje (II. Alfonz asztúriai király műve), amelyet 899-ben III. Alfonz asztúriai király kibővített. A kápolnát a hispániai arabok 997-ben lerombolták, a sírt azonban megkímélték. Erre épült 1075 és 1128 között az a bazilika, amely lényegében ma is áll. Szent Jakabot „Isten után a legjóságosabb és legerősebb pártfogónak” tisztelték. Érthető, hogy egész Európából zarándokoltak sírjához.
A 8. századtól kezdett elterjedni az egyházban a hagyomány, hogy Jakab maga is hirdette az igét Hispániában. Eszerint Jézus feltámadása után a 3. évben ment Hispániába. Egy késői, 13–14. századi leírás beszámol róla, hogy igehirdetésének nem volt sok foganatja. Az elkeseredett Jakabnak ekkor megjelent a Szűzanya Zaragózában és megvigasztalta.
Jakabot a spanyolok a Matamoros, azaz Mór-ölő jelzővel is illetik.  «Santiago Matamoros» vagy  «Santiago ecuestre» legendájának eredete a 844-ben a mórok ellen vívott clavijói csata. Ekkor a legenda szerint Jakab fehér lovon jelent meg, és győzelemre vezette a keresztény seregeket. E legenda alapján ábrázolják Jakabot gyakran páncélban lovon ülve, csata közben.
- Emléknapja a katolikus és evangélikus egyházban július 25., az ortodox közösségekben április 30. A kopt egyház április 12-én, az etiópok pedig december 28-án ünneplik.
- Idősebb Szent Jakab a védőszentje Spanyolországnak, a zarándokoknak, kereskedőknek, gyógyszerészeknek és a szatócsoknak is.
- Róla nevezték el a Szent Jakab-utat (spanyolul Camino de Santiago azaz El Camino), mely Spanyolország Navarra, La Rioja, Kasztília és Galicia tartományain halad át, és amelynek célpontja Szent Jakab sírja.
- Hazánkban is több egykori és ma is meglévő település viseli nevét: pl. Zselicszentjakab, Tornaszentjakab és neki van szentelve a soproni Szent Jakab Kápolna a Szent Mihály mellett, a lébényi vagy a lengyeltóti Szent Jakab templom.

## Galéria
- El Greco: Szent Jakab
- Santiago Matamoros, Spanyolország és a zarándokok védőszentje
- Santiago Matamoros, azaz Szent Jakab, a mór-ölő
- Albrecht Dürer: Szent Jakab vértanúsága (1508 körül)
- Anthony van Dyck: Szent Jakab vértanúsága